# Repülőmókusok

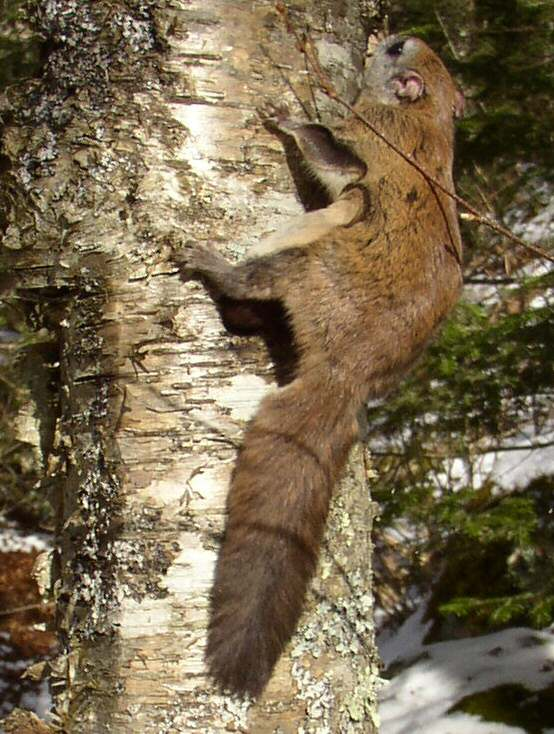
északi repülőmókus (Glaucomys sabrinus)

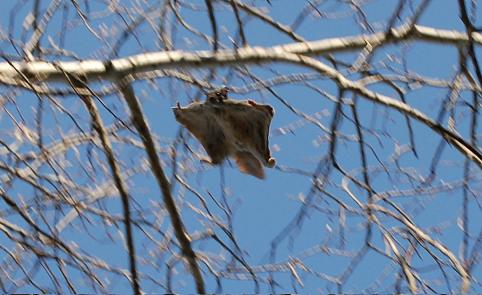
Egy repülőmókus siklórepülés közben

A repülőmókusok (Pteromyini) az emlősök (Mammalia) osztályának rágcsálók (Rodentia) rendjébe, ezen belül a mókusfélék (Sciuridae) családjába tartozó nemzetség.

## Előfordulásuk
A repülőmókusok elsősorban a melegebb tájakon fordulnak elő, Amerikában csakúgy, mint Eurázsiában, de Délkelet-Ázsiában is, többek között a Maláj-félszigeten. Itt számítanak a leggyakoribbnak. Néhány vidéken igen nagy számban élnek.

## Egyéb
Bár Európában ma már alig található vadon élő repülőmókus, az állatkertek különlegesen berendezett „éjszakai házaiban” nem ritka. Itt a világítás segítségével felcserélik az éjszakákat és a nappalokat, úgy, hogy a félhomályban az éjjeli állatok tevékenysége is tanulmányozható. Ezekben a házakban jól megfigyelhetők, hogyan repülnek: leszálláskor farkukat és karjukat megemelik, testüknek hosszanti tengelyét pedig függőleges irányba döntik, hogy így tompítsák az ütközést. Karmukkal ezután erősen megkapaszkodnak. Kedvező körülmények között fogságban is könnyen szaporíthatók.

## Rendszerezésük
A repülőmókusok nemzetségébe 15 nem és 44 faj tartozik:
- Aeretes G. M. Allen, 1940 – 1 faj, Északkelet-Kína
  - Aeretes melanopterus Milne-Edwards, 1867
- Aeromys Robinson & Kloss, 1915 – 2 faj, Thaiföld és Borneó
- Belomys Thomas, 1908 – 1 faj, Délkelet-Ázsia
  - szőröslábú repülőmókus (Belomys pearsonii) Gray, 1842
- Biswamoyopterus Saha, 1981 – 1 faj, India
  - Namdapha-repülőmókus (Biswamoyopterus biswasi) Saha, 1981
- Eoglaucomys A. H. Howell, 1915 – 1 faj
  - Kasmír repülőmókus (Eoglaucomys fimbriatus) Gray, 1837 - korábban Hylopetes baberi
- Eupetaurus Thomas, 1888 – sziklamászó repülőmókusok – 1 faj
  - gyapjas repülőmókus (Eupetaurus cinereus) Thomas, 1888
- Glaucomys Thomas, 1908 – amerikai sutaszárnyú mókusok: 2 faj, Észak-Amerika
- Hylopetes Thomas, 1908 – 9 faj, Délkelet-Ázsia
- Iomys Thomas, 1908 – 2 faj, Malajzia és Indonézia
- Petaurillus Thomas, 1908 – 3 faj, Borneó és Malajzia
- Petaurista Link, 1795 – repülőmókusok: 8 faj, Délkelet-Ázsia
- Petinomys Thomas, 1908 – 9 faj, Délkelet-Ázsia
- Pteromys G. Cuvier, 1800 – sutaszárnyú mókusok: 2 faj, Finnországtól Japánig
- Pteromyscus Thomas, 1908 – 1 faj, Thaiföldtől Borneóig
  - füstös repülőmókus (Pteromyscus pulverulentus) Günther, 1873
- Trogopterus Heude, 1898 – 1 faj, Kína
  - Trogopterus xanthipes Milne-Edwards, 1867